# Arvaniti
Gli arvaniti (in albanese arbërorë; αρβανίτες), ovvero gli albanesi di Grecia, costituiscono un gruppo etnico albanese tradizionalmente di religione  cristiana ortodossa stanziato storicamente in Grecia, principalmente nel Peloponneso, in Attica e in Beozia.
Originari dell'Albania e dell'Epiro, si stanziarono nei territori dell'attuale Stato greco presumibilmente tra il XII e il XIII secolo, creando e ripopolando numerosissimi villaggi, dei quali circa 900 sono ancora oggi esistenti, influenzando e costituendo l'elemento dominante della popolazione di parti del Peloponneso e dell'Attica fino al XIX secolo.
Molti degli attuali arbëreshë di Grecia, pur parlando nell'ambiente domestico la lingua albanese, si identificano oggi come "greci" e non si considerano generalmente appartenenti all'Albania o alla nazione albanese, questo come risultato di un processo di assimilazione iniziato nel XX secolo volto alla creazione di uno stato greco "puro".
Gli albanesi dell'Epiro, i cosiddetti çamë, e delle zone a nord-est della Grecia confinanti con l'Albania usano definirsi shqiptarë (così come usato dagli albanesi d'Albania). Gli arvanitë, al contrario degli arbëreshë in Italia, non sono formalmente riconosciuti come minoranza linguistica presente sul territorio, così come le altre minoranze linguistiche dell'attuale Grecia.

## Storia

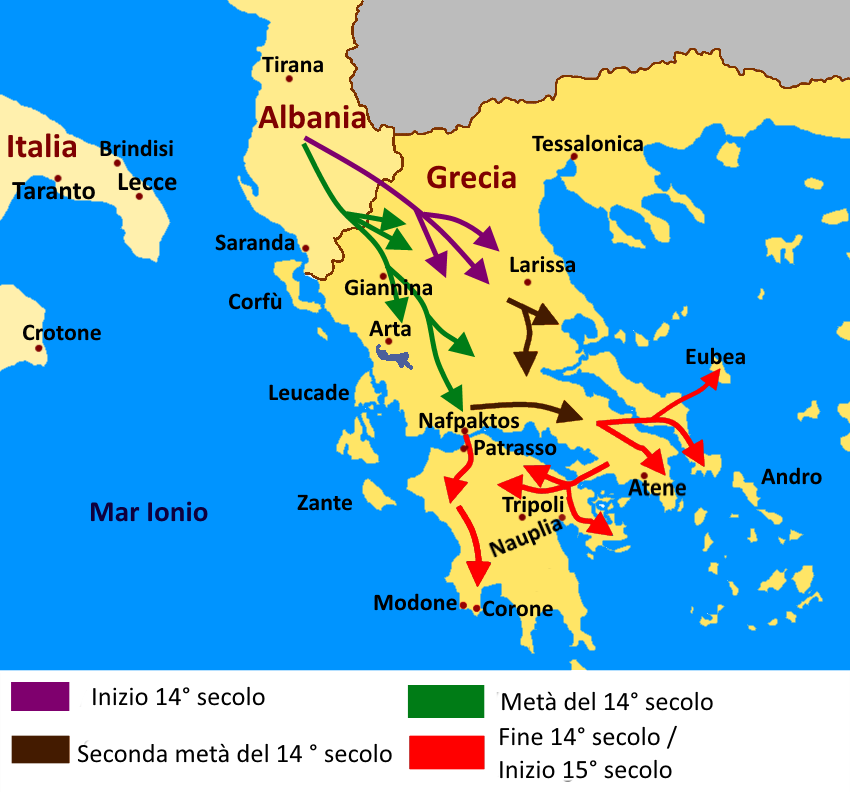
Emigrazione albanese in Grecia tra il XIV e il XVI secolo

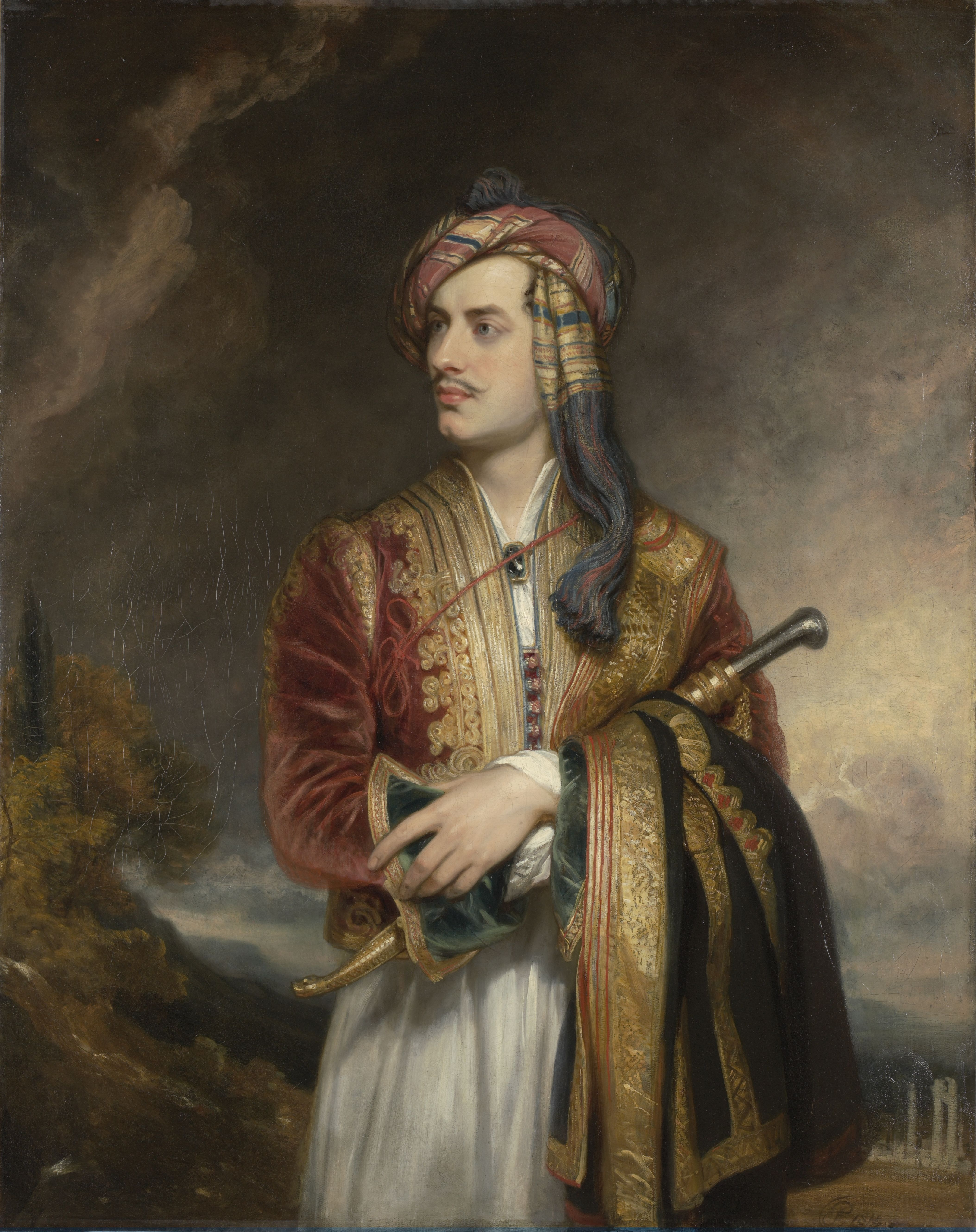
T. Phillips, Lord Byron in abito albanese, 1813. Byron, ammaliato dai costumi orientali di quel popolo, ne errò l'aspetto etnico, pensando fossero greci

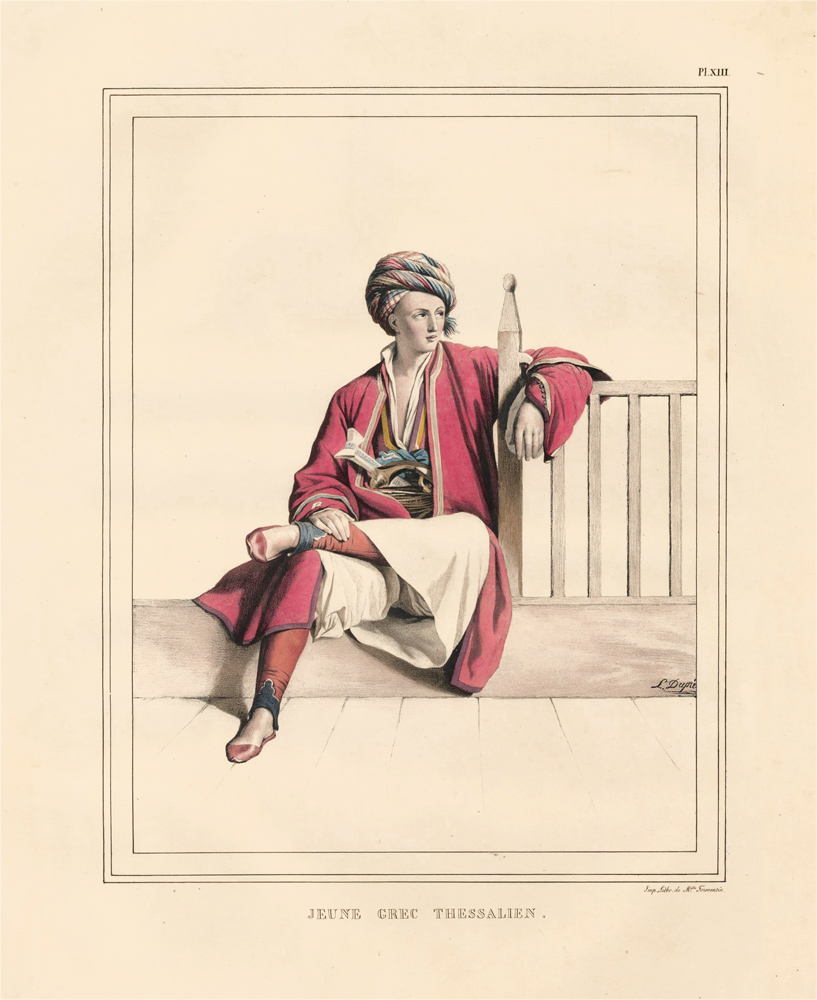
Uomo albanese di Tessalonica, litografia di Louis Dupré (1819)

Lo stanziamento di popolazioni di origine albanese in territorio greco risale al XIII secolo e raggiunse il suo picco nel XIV secolo. Le cause di tali migrazioni non sono molto chiare; probabilmente furono insediati dai Bizantini e dai feudatari locali per ripopolare zone demograficamente depresse, come similmente accadde agli Arbëreshë nel sud Italia.
L'arvanitico rappresenta un antico dialetto albanese, probabilmente molto simile a un ipotetico proto-albanese comune, con forti influssi dalla lingua greca, appartenente al sottogruppo linguistico tosco e simile al dialetto degli arbëreshë. Gli arvaniti non hanno tuttavia ottenuto dallo stato greco lo status di minoranza linguistica, come nel caso degli Arbëreshë in Italia.
Nel XVIII secolo la comunità arvanitica raggiunse una certa autonomia con il patriarcato di Giannina e il governatore albanese ribelle Alì Pascià di Tepeleni.
La presenza della comunità di lingua albanese è particolarmente problematica nell'ambito dei rapporti tra Grecia e Albania e dei forti sentimenti nazionalistici coinvolti. La ripresa di una massiccia immigrazione albanese nella Grecia settentrionale, iniziata negli anni novanta del XX secolo, complica ulteriormente la questione.
Molti degli albanesi d'Italia, stanziatisi nel Bel Paese a causa delle conquiste turche, provengono proprio da questa popolazione albanese di religione cristiano-ortodossa stanziata da secoli in diverse regioni della Grecia.

## Società
(Da un motto, divenuto canto popolare, degli albanesi emigrati in Grecia.)

### Lingua

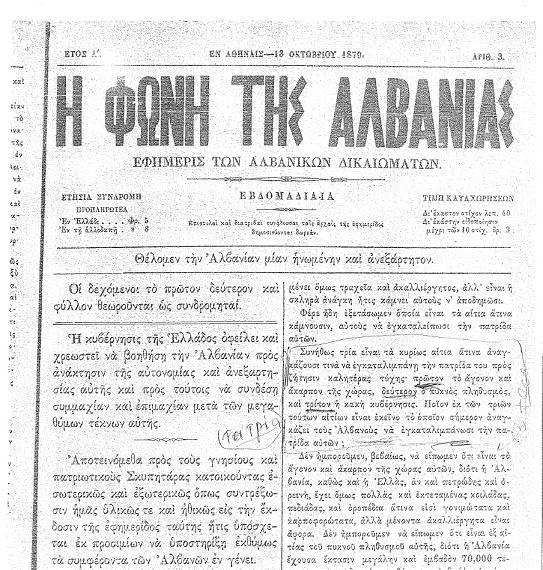
Il giornale "Η φωνή της Αλβανίας (Voce dell'Albania)" del 1879

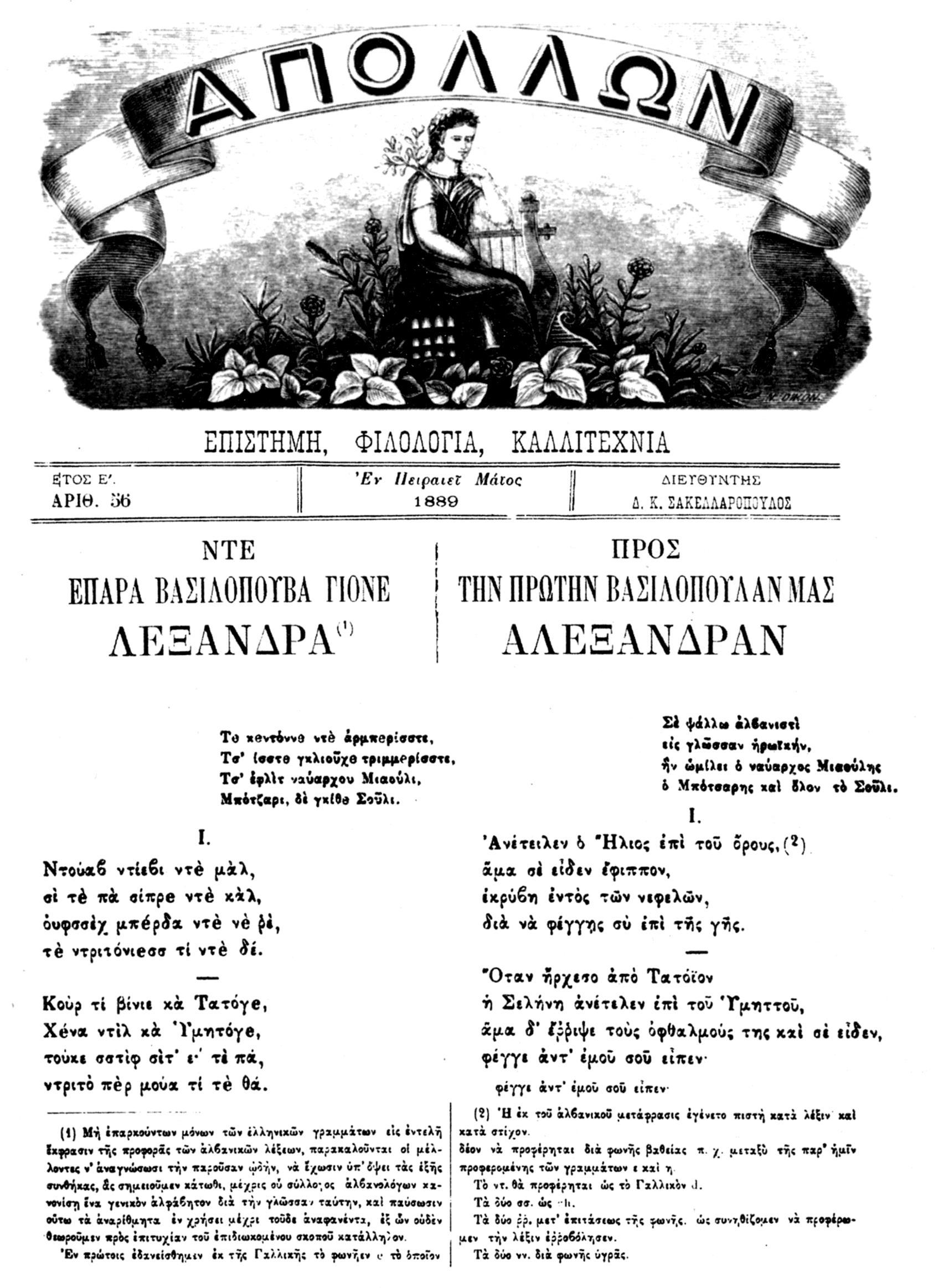
Inizio di un poema composto in "arvanitika", con traduzione greca, in onore del matrimonio tra Alessandra di Grecia e l'Arciduca Paolo di Russia (1889)

Mentre gli arvaniti erano riconosciuti come albanesi in Grecia a tutti gli effetti fino al XX secolo, la politica dello stato greco volta all'assimilazione degli immigrati al fine di creare una nazione greca senza minoranze, ha spinto la popolazione albanese a desiderare - più di ogni altro - di esprimere la propria identità etnica come greca piuttosto che albanese. Il processo è stato talmente invasivo che le nuove generazioni arvanite hanno sviluppato un atteggiamento di rifiuto per le loro origini albanesi, sia come cultura che come lingua.
Poiché l'arbërishtja è quasi solo una lingua parlata e viene tramandata oralmente, gli arvaniti non hanno alcuna familiarità con la lingua albanese standard utilizzata in Albania, in Kosovo o in Macedonia, e non usano l'albanese standard né nelle comunicazioni private né sui media arvaniti. Il problema della vicinanza linguistica o della vicinanza tra l'albanese dell'Albania e l'albanese di Grecia è diventato oggetto di attenzione pubblica soprattutto dagli anni novanta del XX secolo, quando un gran numero di albanesi ha iniziato a trasferirsi in Grecia per scampare al comunismo ed è entrato in contatto con le comunità locali di arbëresh.
Dagli anni ottanta ci sono stati diversi sforzi organizzati per preservare il patrimonio culturale e linguistico degli albanesi di Grecia. La più grande organizzazione di promozione dell'arbërore è la "Lidhja Arbëresh i Greqisë" (Αρβανίτικος σύλλογος Ελλάδος).

### Il caso degliallvanosët
Gli albanesi che risiedono in Grecia e che sono cittadini dello stato greco sono divisi in due "gruppi": quelli che sono chiamati dai greci "arvaniti" e quelli chiamanti, sempre dai greci, "allvanos" o "alvanos" (nella propria lingua parlata shqipëtarë). Le istituzioni greche hanno deliberatamente diviso i due gruppi per voler dimostrare in ogni modo, anche falsando la storia, che essi non sono collegabili etnicamente tra loro. Gli albanesi conosciuti con il nome di allvanos vivono nella provincia contesa della Ciamuria o Chameria. I principali centri abitati sono: Ioannina, Igoumenitsa, Corfù, Narta, Preveza, Konica, Bilisht-Florina, Vodena. Sono numerosissimi i villaggi che fino al 1945 erano abitati prettamente da albanesi, in maggioranza musulmani.

## Cultura

### Fara

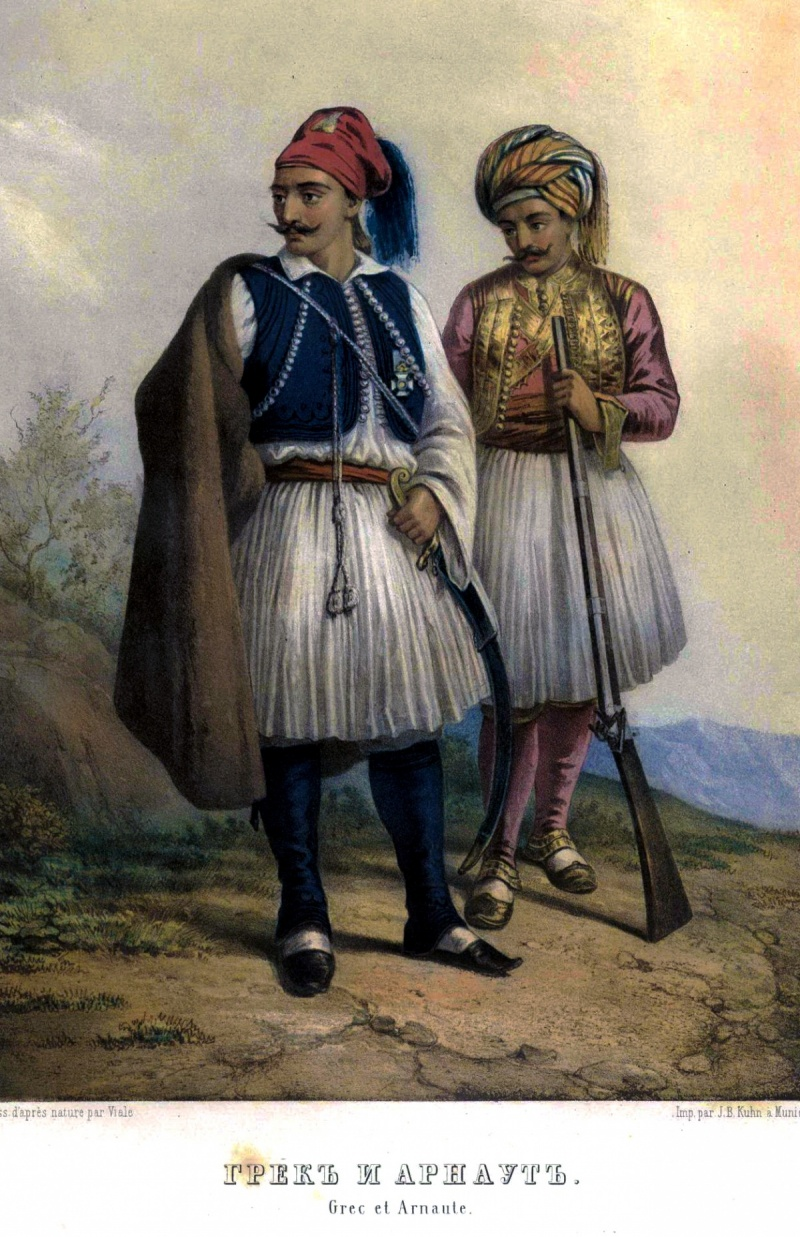
Uomini albanesi della Grecia in armi

Fara (in greco: φάρα, dalla parola albanese farë/prole, fis/tribù) è un modello di discendenza simile alle tribù nell'Albania settentrionale e nell'attuale Montenegro di lingua albanese. Gli arvaniti furono organizzati in farë principalmente durante il dominio dell'Impero Ottomano. L'antenato apicale era un capo militare e il nome della famiglia riunita dentro il cara prendeva il nome da lui. Nei villaggi arvaniti ogni farë era il responsabile, anche nella conservazione della stirpe. Documenti genealogici sono stati conservati come documenti storici nelle biblioteche locali. 
Di solito, c'era più di un farë in un villaggio albanese e talvolta erano organizzati in parenti che avevano conflitti di interesse. Questi parenti non durarono a lungo, perché ogni leader voleva essere l'unico dei parenti e non voleva essere sotto altra direzione.

### Il ruolo delle donnearbërore

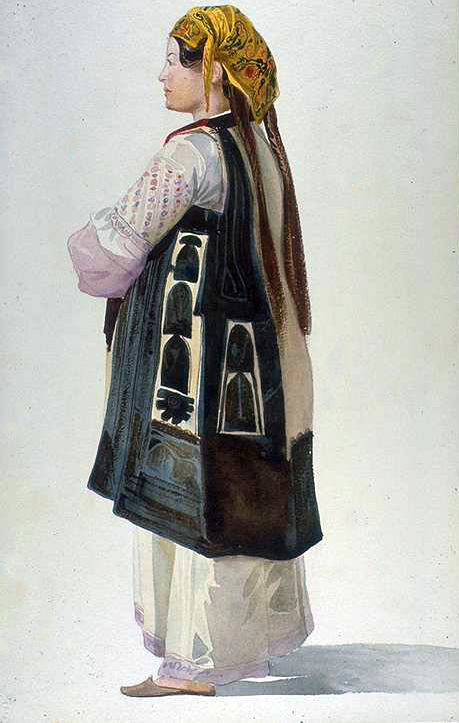
Donna contadina albanese di Atene

Le donne mantenevano una posizione relativamente forte nella società tradizionale arbëresh della Grecia, con ruoli negli affari pubblici per quanto riguarda le varie famiglie (fara) e potevano portare le armi. Le vedove potevano ereditare i titoli e i beni dei loro mariti e quindi ottenere ruoli di comando all'interno della fra, come l'eroina Laskarina Bouboulina, per esempio.

### Musica e canti
(Canto popolare dell'esule albanese.)
Il repertorio dei canti tradizionali e delle canzoni popolari degli arbëresh di Grecia è molto ampio e fornisce preziose informazioni sui valori e i valori sociali della comunità albanese storicamente stanziata in questi luoghi. Le melodie e i balli rispecchiano la società del periodo post-medievale e Ottomano nei Balcani. La musica greca d'oggi, non solo quella popolare ma anche quella commerciale, risente chiaramente dell'influenza della musica arvanita.

## Distribuzione geografica

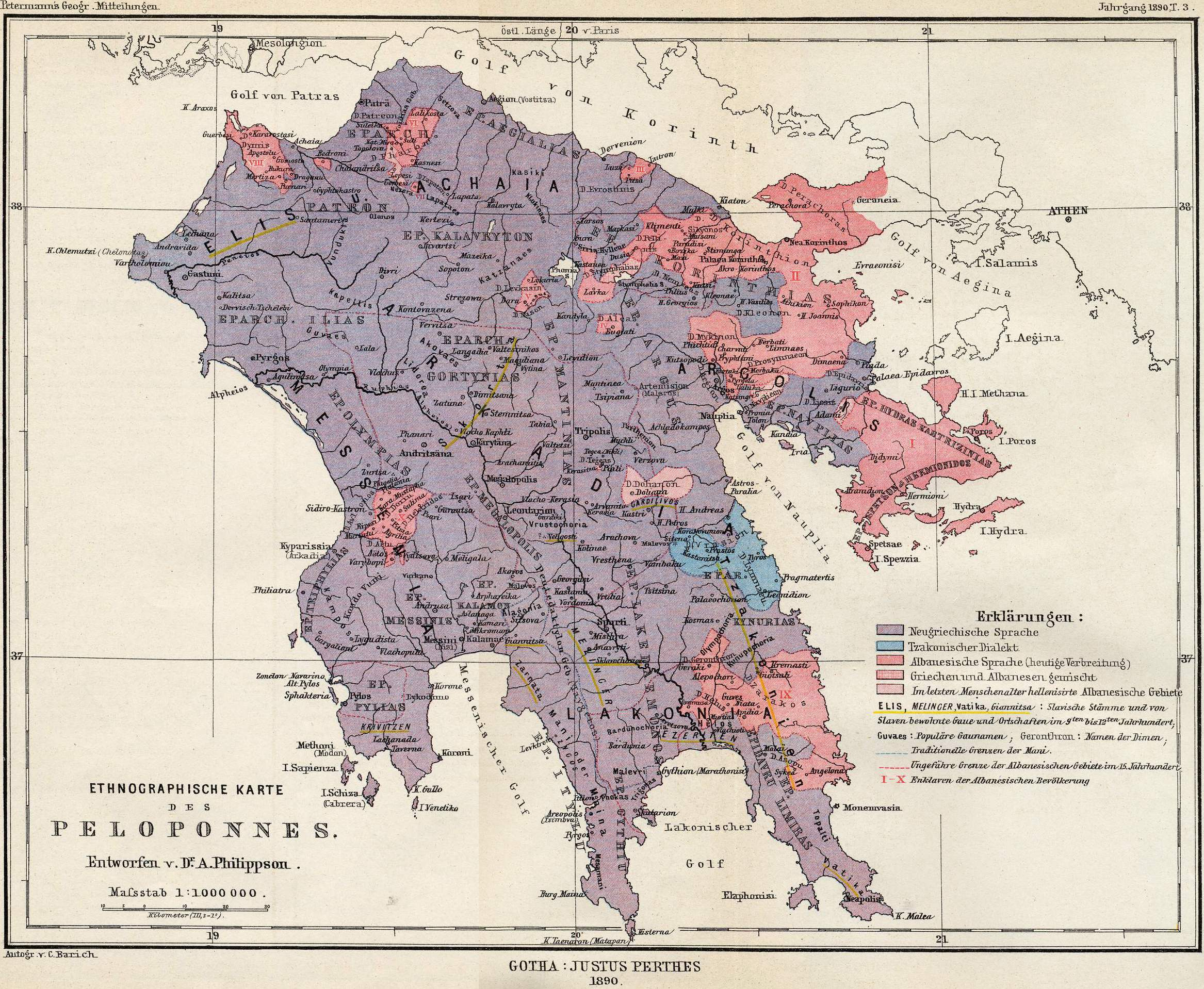
Mappa etnografica del Peloponneso di Alfred Philippson (1890). In rosso le aree albanofone

Le regioni con una forte presenza tradizionale di arvanitë si trovano in una zona compatta della Grecia sud-orientale: l'Attica (in particolare l'Attica orientale), la Beozia meridionale, il nord-est del Peloponneso, la parte sud dell'isola di Eubea, la parte nord dell'isola di Andro e diverse isole del Golfo Saronico, tra cui Salamina. In alcune parti formarono una solida maggioranza fino al 1900. Alcune zone della capitale Atene (l'antica zona Plaka, dall'albanese antico) e delle sue periferie furono interamente albanesi fino alla fine del XIX secolo.
Esistono insediamenti arvaniti anche in altre parti del Peloponneso, in Achea e in Ftiotide (villaggi di Livanates, Malesina e Martino). Altri paesi e località albanesi sono: Spata, Koropi, Lagonisi, Thive, Livadhja, Aspropirgos, Varibob, Porto Rafti, Vlachokiriakeika, Kalyvia Thorikou. La cittadina di Maratona contiene un nucleo abitato arvanita.
In totale si contano in Grecia 900 centri tra villaggi, paesi e cittadine di lingua e cultura albanesi arvanit.
Gli insediamenti più grandi e con una significativa presenza di albanesi arvaniti sono (tra parentesi i nomi originali delle varie località in lingua albanese locale):
- Grecia centrale:
  - Livanates (Llivanati)
  - Malesina (Male)
  - Martino
  - Koroneia
  - Tanagra (Brac)
- Attica:
  - Afidnes (Kiourka)
  - Ano Liosia
  - Ekali (Kilosi)
  - Elefsina (Lëfter)
  - Erythres (Kriekouki, Kryekuqi)
  - Kapandriti
  - Malakasa
  - Maratona
  - Markopoulo Mesogaias
  - Metamorfosi (Koukouvaounes)
  - Paiania (Liopesi, Lopës, Lopë)
  - Spata (Shpat)
  - Vari (Varri)
  - Varympompi
- Peloponneso:
  - Kranidi
  - Methana
- Isole:
  - Andro (Ëndërr)
  - Idra (Nidhër)
  - Creta (Kandiët)
  - Spetses (Peca)
  - Salamina (Kulluri)
  - Samos (Thamë)
  - Poros (Pak)

## Galleria d'immagini

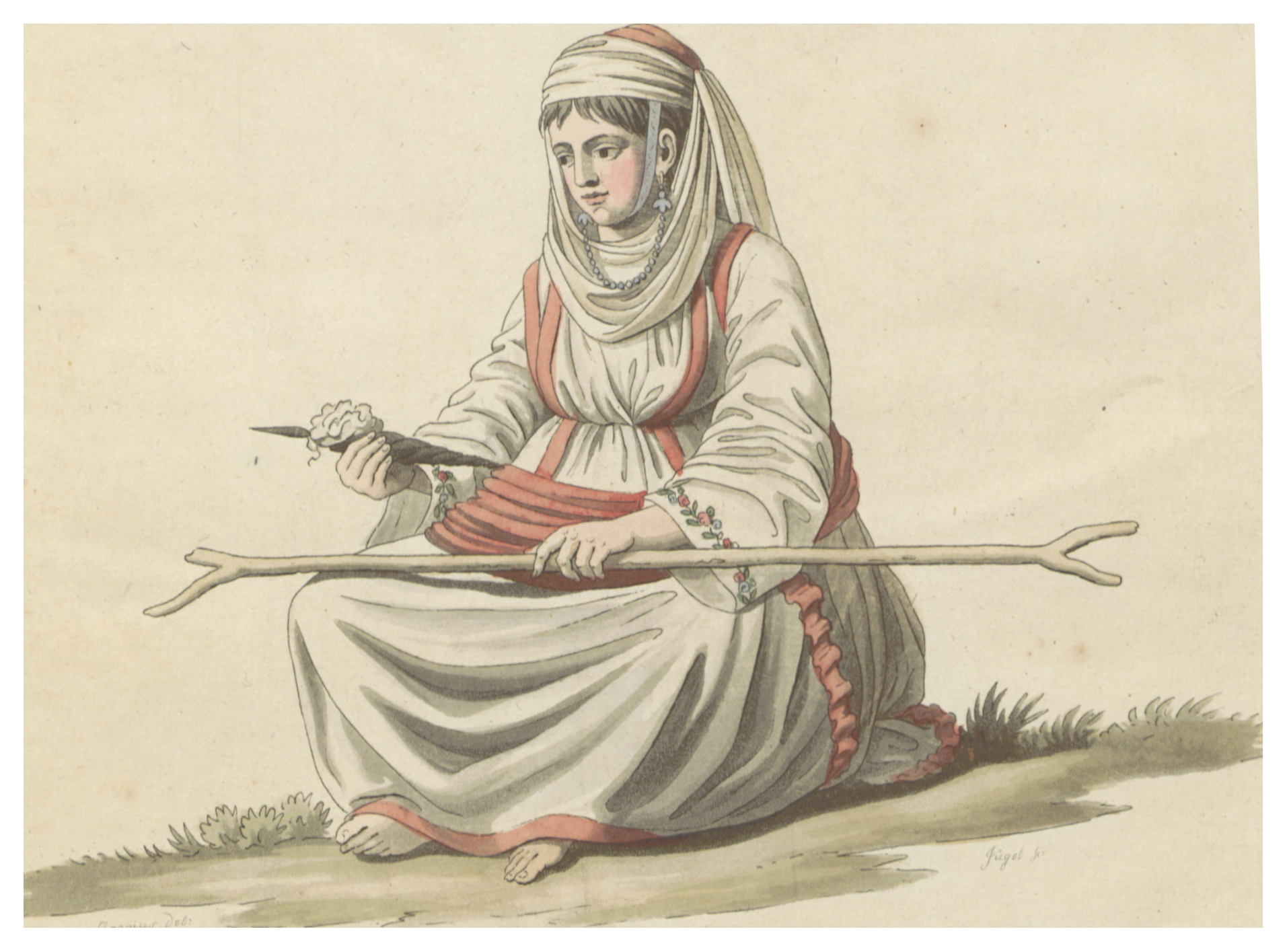
Bartholdy, Donna albanese al lavoro (1805)
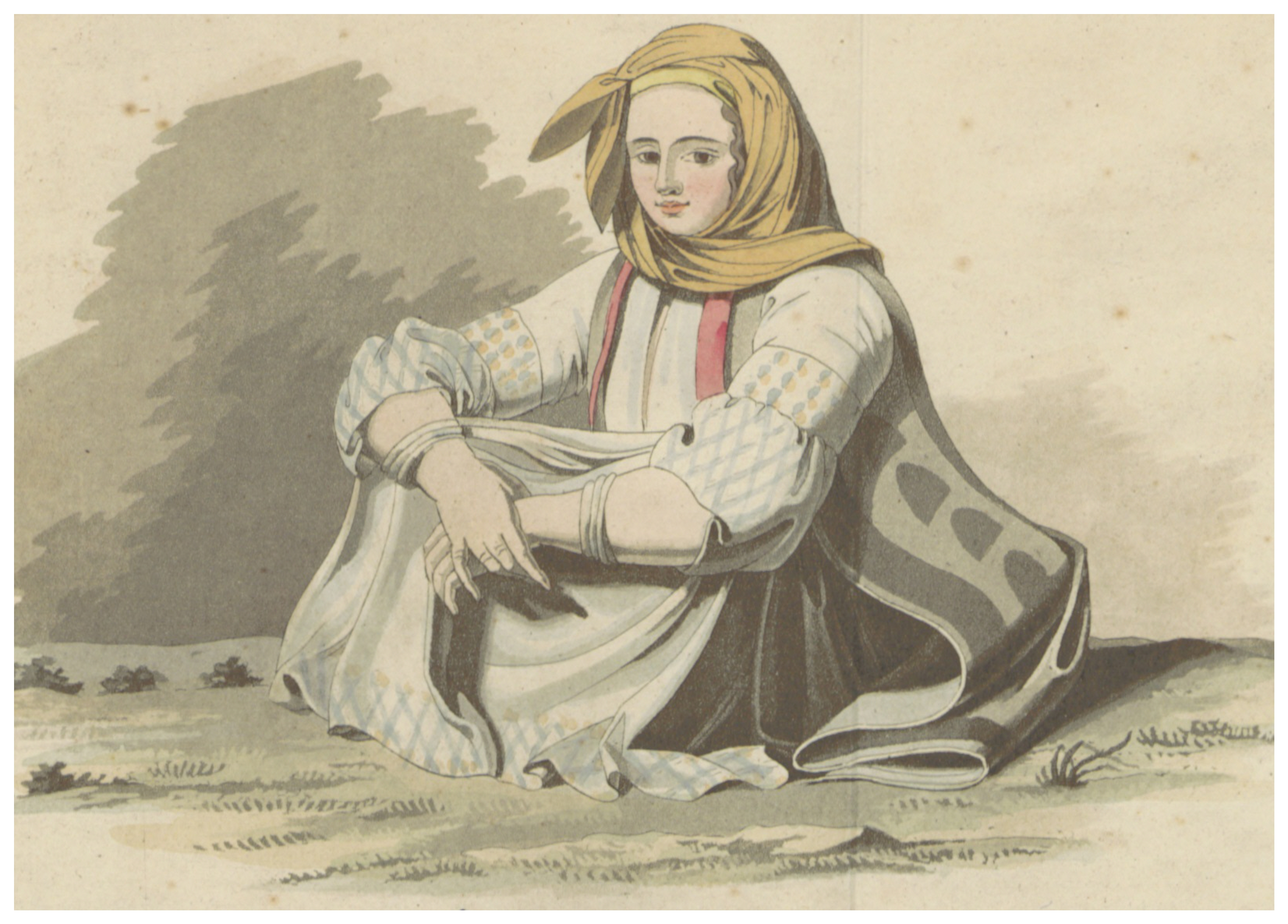
Bartholdy, Giovane donna albanese di Atene in costume tradizionale (1805)
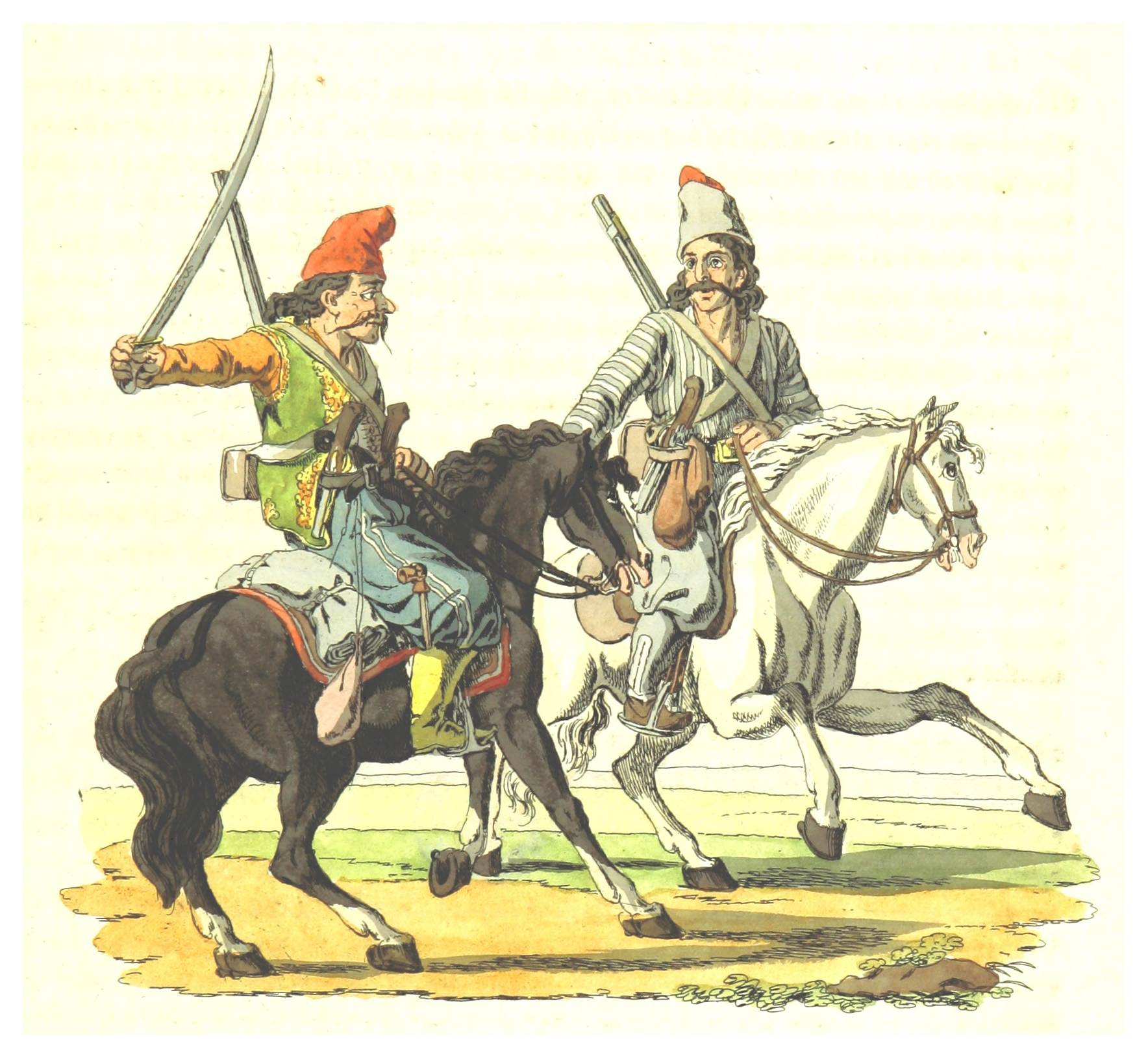
J. Bergk e H. Geissler, Albanesi di Grecia in Guerra (1807)
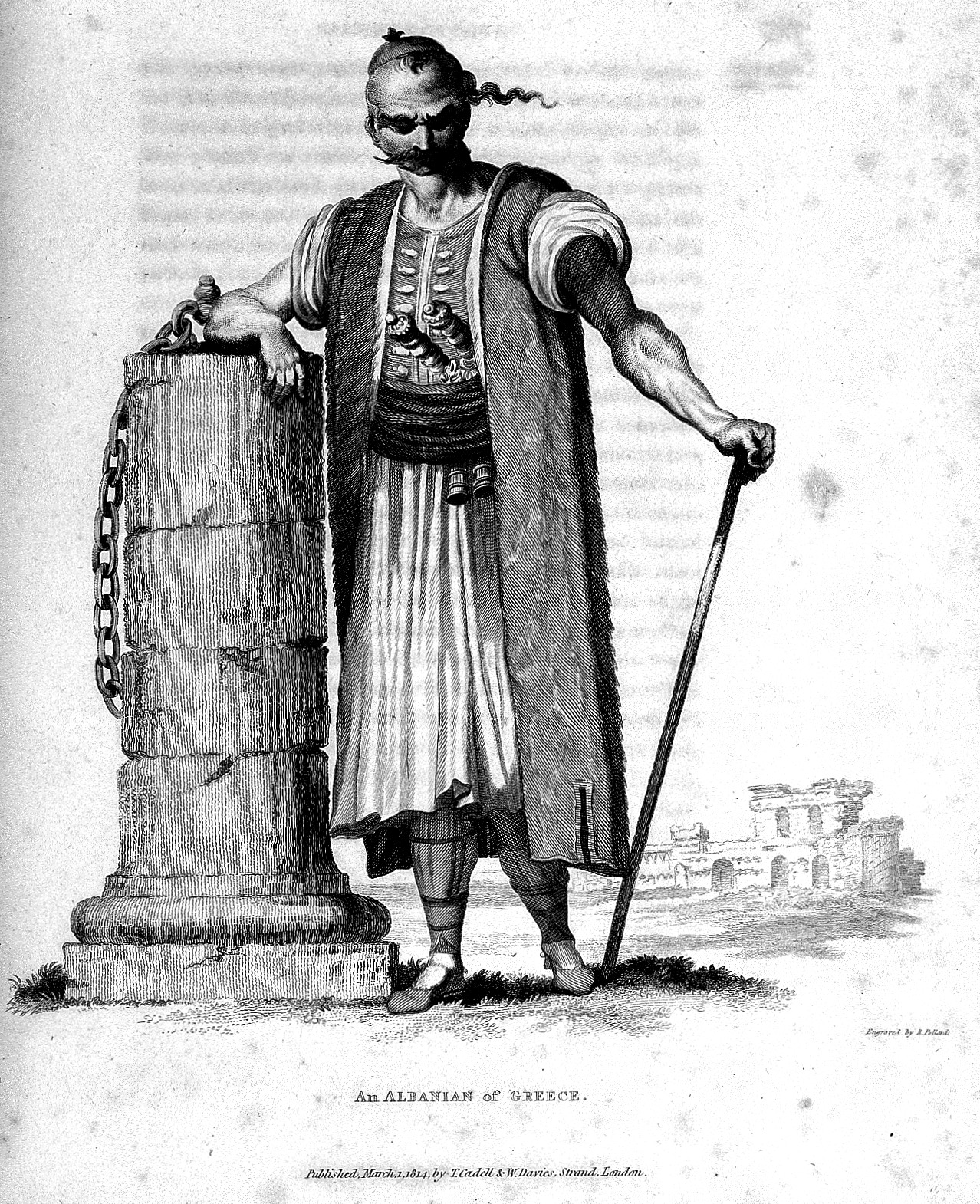
Edward Daniel Clarke, Un Albanese della Grecia, 1814.
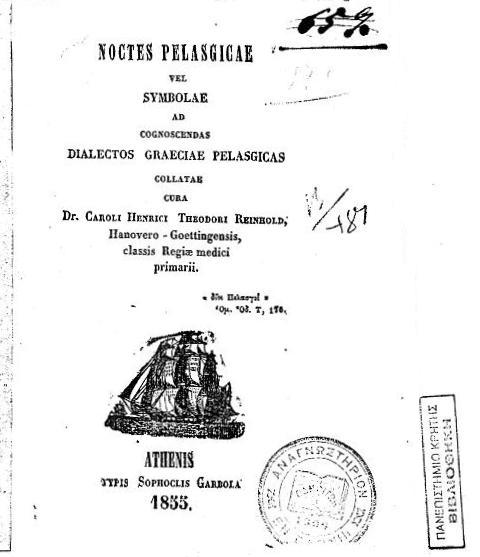
Karl Reinhold, "Noctes Pelasgicae", studi sulla lingua albanese di Grecia e delle sue origini pelasgiche (1855)